# آوين عليا
 آوین علیا  (بالفارسية: روستاى آوین عليا )، قرية صغيرة تـتبع بلدة روئيدر (بالفارسية: بخش رويدر ) من توابع مدينة خمير وتقع في محافظة هرمزغان في جنوب إيران. تقع في أعلى قرية آوين سفلى على قمة هضبة مرتفعة. 

## حدود قرية آوین عليا
حدود قرية آوین علیا: من الشمال جبل، ومن الجنوب آوين سفلى، ومن الغرب تنك كج، ومن الشرق تنتهي بــجبل.

## السكان
يبلغ عدد سكان هذه القرية حسب تعداد السكان لعام 2006 للميلاد، (100) نسمة تشكل (25) عائلة، من أهل السنة والجماعة وعلى المذهب الشافعي. يتكلمون الفارسية باللهجة المحلية، بها مسجد، ومدرسة مشتركة بعض البرك لحفظ مياه ألأمطار إذا سالت الأودية، كذلك بها أراضي شاسعة لزراعة القمح والشعير، ومزارع النخيل. لديهم حوالى 500 نخلة. يمتهن السكان بمهنة الزراعة وتربية المواشى.

## وصلات خارجية
- التقسيمات الادارية لمحافظة هرمزغان